# کشتی کانکو مارو

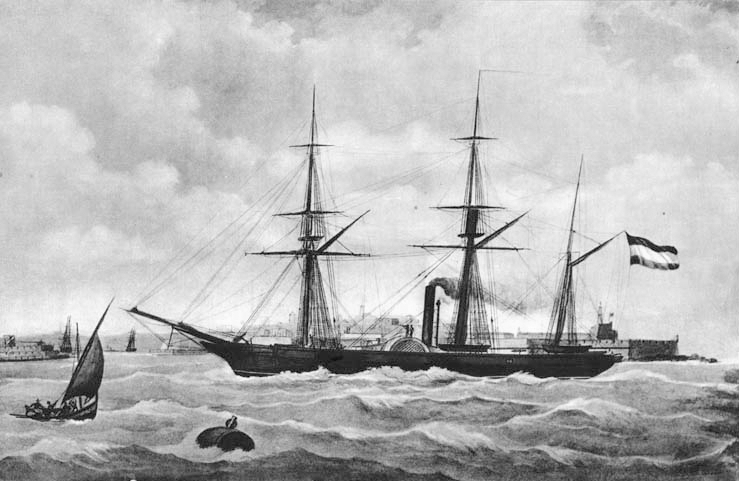
کشتی کانکو مارو در سال ۱۸۵۵ میلادی

کشتی کانکو مارو (به ژاپنی: 観光丸 Kankō-maru) نخستین کشتی جنگی با موتور بخار در ژاپن بود. این کشتی در دوره باکوماتسو از طرف پادشاه هلند به شوگون‌سالاری توکوگاوا اهدا شد.